# アンナ・ホール (バレーボール)
アンナ・エリーゼ・ホール（Anna Elise Hall、旧姓：スティーブンソン、1999年7月8日 - ）は、アメリカ合衆国の女子バレーボール選手。アメリカ代表。

## 来歴

### クラブチーム
サウスカロライナ州ローレンス出身。ローレンス高校を卒業後、オーバーン大学に進学し2年間プレーした。2019年にルイビル大学へ編入。2021年のNCAA女子バレーボール選手権にて3位となり、自身もベストミドルブロッカー賞を受賞した。2021年12月、トルコのアイドゥン・ブユクシェヒル・ベレディイェスポルと契約し、2021/22シーズンのトルコリーグに参戦した。2022/23シーズンはイタリアセリエA1のクーネオ・グランダ・バレーでプレーした。
2024年、リーグ・ワン・バレーボールとの契約が発表された。

### 代表チーム
2022年、アメリカ代表に初選出された。同年のネーションズリーグでデビューを果たし、同年9-10月の世界選手権のメンバーにも選ばれた。

## 人物
2022年、野球選手のダンカン・ホールと結婚した。

## 球歴
- 世界選手権 - 2022年
- ネーションズリーグ - 2022年

## 所属クラブ
- オーバーン大学（2017-2019年）
- ルイビル大学（2019-2022年）
- アイドゥン・ブユクシェヒル・ベレディイェスポル（2021-2022年）
- クーネオ・グランダ・バレー（2022-2024年）
- LOVBマディソン（2024年-）